# EPrix Říma 2018
ePrix Říma 2018 (formálně nazývána 2018 CBMM Niobium Rome E-Prix Presented By Mercedes EQ) se konala dne 14. dubna 2018 a byla sedmým závodem sezóny 2017/18 šampionátu Formule E. Zároveň byla tato ePrix první ePrix Říma v historii. Závod se jel na okruhu Circuto Cittadino dell'EUR, ležícím ve čtvrti EUR v Římě, hlavním městě Itálie.
Závod na 33 kol vyhrál Sam Bird z týmu DS Virgin Racing. Na druhém místě dojel Lucas di Grassi z týmu Audi a na třetím místě André Lotterer z týmu Techeetah. Z pole position startoval Felix Rosenqvist z týmu Mahindra, nejrychlejší kolo zaznamenal Daniel Abt v barvách týmu Audi.

## Výsledky

### Kvalifikace
| Pořadí | No. | Jezdec                 | Tým               | Čas      | Ztráta  | Start. pozice |
| ------ | --- | ---------------------- | ----------------- | -------- | ------- | ------------- |
| 1      | 19  | Felix Rosenqvist       | Mahindra          | 1:36.311 | —       | 1             |
| 2      | 2   | Sam Bird               | Virgin-Citröen    | 1:36.987 | +0.676  | 2             |
| 3      | 20  | Mitch Evans            | Jaguar            | 1.37.199 | +0.888  | 3             |
| 4      | 18  | André Lotterer         | Techeetah-Renault | 1:37.235 | +0.924  | 4             |
| 5      | 9   | Sébastien Buemi        | e.Dams-Renault    | 1:37.817 | +1.506  | 5             |
| 6      | 1   | Lucas di Grassi        | Audi              | 1:36.973 | —       | 6             |
| 7      | 16  | Oliver Turvey          | NIO               | 1:37.045 | +0.072  | 7             |
| 8      | 25  | Jean-Éric Vergne       | Techeetah-Renault | 1:37.055 | +0.082  | 8             |
| 9      | 66  | Daniel Abt             | Audi              | 1:37.117 | +0.144  | 9             |
| 10     | 23  | Nick Heidfeld          | Mahindra          | 1:37.365 | +0.392  | 10            |
| 11     | 36  | Alex Lynn              | Virgin-Citröen    | 1:37.546 | +0.573  | 11            |
| 12     | 27  | Tom Blomqvist          | Andretti-BMW      | 1:37.561 | +0.588  | 12            |
| 13     | 3   | Nelson Piquet Jr.      | Jaguar            | 1:38.066 | +1.093  | 13            |
| 14     | 5   | Maro Engel             | Venturi           | 1:38.212 | +1.239  | 14            |
| 15     | 8   | Nico Prost             | e.Dams-Renault    | 1:38.410 | +1.437  | 15            |
| 16     | 7   | Jérôme d'Ambrosio      | Dragon-Penske     | 1:42.003 | +5.030  | 18            |
| 17     | 4   | Edoardo Mortara        | Venturi           | 1:47.802 | +10.829 | 16            |
| 18     | 68  | Luca Filippi           | NIO               | 2:09.829 | +32.856 | 17            |
| 19     | 6   | José María López       | Dragon-Penske     | —        | —       | 19            |
| 20     | 28  | António Félix da Costa | Andretti-BMW      | —        | —       | 20            |
| Zdroj: |     |                        |                   |          |         |               |

Poznámky
1. ↑  Jérôme d'Ambrosio obdržel trest posunu o 2 místa vzad za projetí šachovnicové vlajky dvakrát.
2. ↑  Luca Filippi dostal povolení od sportovních komisařů startovat v závodě, i když se časem nekvalifikoval.
3. ↑  José María López dostal povolení od sportovních komisařů startovat v závodě, i když se časem nekvalifikoval.
4. ↑  António Félix da Costa dostal trest posunu o 10 pozic vzad za způsobení kolize v boxové uličce. Od sportovních komisařů pak dostal povolení startu v závodě, i když se časem nekvalifikoval.

### Závod
| Pořadí | No. | Jezdec                 | Tým               | Kol | Čas/Nedokončil    | Start. pozice | Body |
| ------ | --- | ---------------------- | ----------------- | --- | ----------------- | ------------- | ---- |
| 1      | 2   | Sam Bird               | Virgin-Citröen    | 33  | 58:20.656         | 2             | 25   |
| 2      | 1   | Lucas di Grassi        | Audi              | 33  | +0.970            | 6             | 18   |
| 3      | 18  | André Lotterer         | Techeetah-Renault | 33  | +9.518            | 4             | 15   |
| 4      | 66  | Daniel Abt             | Audi              | 33  | +10.167           | 9             | 13   |
| 5      | 25  | Jean-Éric Vergne       | Techeetah-Renault | 33  | +17.444           | 8             | 10   |
| 6      | 9   | Sébastien Buemi        | e.Dams-Renault    | 33  | +19.835           | 5             | 8    |
| 7      | 7   | Jérôme d'Ambrosio      | Dragon-Penske     | 33  | +24.379           | 18            | 6    |
| 8      | 5   | Maro Engel             | Venturi           | 33  | +26.350           | 14            | 4    |
| 9      | 20  | Mitch Evans            | Jaguar            | 33  | +37.709           | 3             | 2    |
| 10     | 4   | Edoardo Mortara        | Venturi           | 33  | +40.739           | 16            | 1    |
| 11     | 28  | António Félix da Costa | Andretti-BMW      | 33  | +42.680           | 20            |      |
| 12     | 16  | Oliver Turvey          | NIO               | 33  | +48.833           | 7             |      |
| 13     | 68  | Luca Filippi           | NIO               | 33  | +49.331           | 17            |      |
| 14     | 8   | Nico Prost             | e.Dams-Renault    | 33  | +1.13.880         | 15            |      |
| 15     | 27  | Tom Blomqvist          | Andretti-BMW      | 33  | +1.31.382         | 12            |      |
| 16     | 23  | Nick Heidfeld          | Mahindra          | 33  | +1:44.774         | 10            |      |
| 17     | 6   | José María López       | Dragon-Penske     | 29  | Plyn/zavěšení kol | 19            |      |
| Ret    | 19  | Felix Rosenqvist       | Mahindra          | 22  | Zavěšení kol      | 1             | 3    |
| Ret    | 3   | Nelson Piquet Jr.      | Jaguar            | 18  | Bezpečnostní pás  | 13            |      |
| Ret    | 36  | Alex Lynn              | Virgin-Citröen    | 15  | Nehoda            | 11            |      |
| Zdroj: |     |                        |                   |     |                   |               |      |

Poznámky
1. ↑  Jeden bod za nejrychlejší kolo závodu.
2. ↑  Tři body za pole position.

## Pořadí po závodě
Zdroj: 

### Pořadí jezdců
| +/– | Poř | Jezdec           | Body      |
| --- | --- | ---------------- | --------- |
|     | 1   | Jean-Éric Vergne | 119       |
| 1   | 2   | Sam Bird         | 101 (–18) |
| 1   | 3   | Felix Rosenqvist | 82 (–37)  |
|     | 4   | Sébastien Buemi  | 60 (–59)  |
| 2   | 5   | Daniel Abt       | 50 (–69)  |

### Pořadí týmů
| +/– | Poř | Tým               | Body      |
| --- | --- | ----------------- | --------- |
|     | 1   | Techeetah-Renault | 152       |
| 1   | 2   | Virgin-Citröen    | 118 (–34) |
| 1   | 3   | Mahindra          | 103 (–49) |
| 2   | 4   | Audi              | 89 (–63)  |
| 1   | 5   | Jaguar            | 88 (–64)  |